# SOLANA蓝色港湾
SOLANA蓝色港湾又简称蓝港，是中华人民共和国北京市朝阳区的大型购物区，位于朝阳公园西北方向。是朝阳区的主要商圈之一，开放于2008年12月，有500多家零售商及餐厅在此营业。
北京市蓝色港湾置业有限公司于2004年9月29日以10.08亿人民币竞得朝阳公园“蓝色港湾商业配套设施”项目用地。